# Grand Orient de Belgique
El Grand Orient de Belgique (GOB) és una obediència maçònica nacional belga instal·lada el 23 de febrer de 1833.

## Història
En el moment d'una celebració el 16 de gener de 1833, la Gran Lògia d'administració dels Països Baixos meridionals s'havia transformat en Grand Orient de Belgique. S'ha beneficiat de la protecció del rei Leopold I de Bèlgica, del que s'ha cregut molt de temps que ell mateix era francmaçó.
Aquesta obediència és avui majoritària a Bèlgica. El 2007, compta 109 Lògies (anomenades blaves o simbòliques) que agrupen 9996 Germans. D'aquestes 109 lògies, 29 són al Nord, 34 a Brussel·les i 45 al Sud. No existeix, actualment, lògia germanòfona treballant sota els auspicis del Grand Orient de Belgique. El Grand Orient de Belgique posseeix a més a més un taller a Burundi (Bujumbura). La mitjana d'edat és de 60 anys. L'edat mitjana dels germans iniciats és de 45 anys.
El Grand Orient de Belgique és exclusivament masculí; les seves Lògies no inicien més que homes. Tanmateix, les Lògies poden acceptar d'acollir dones (Germanes) segons modalitats decidides per cada Lògia.
La gran majoria de les Lògies del GOB treballen segons el Ritu Francès Modern (RFM). Algunes treballen segons el Ritu Escocès Antic i Acceptat (REAA).
El Grand Orient de Belgique ha conegut una escissió el 1959. Ha donat lloc a la creació de la Grande Loge de Belgique de la qual s'han separat, el 1979, 9 Lògies que han creat la Grande Loge régulière de Belgique, única Obediència actualment reconeguda per la United Grand Lodge of England.
El Gran Orient de Bèlgica manté relacions fraternals oficials amb la majoria de les Obediències maçòniques presents en territori belga, sobretot:
- la Grande Loge de Belgique
- la Grande Loge féminine de Belgique
- la Fédération belge de l'Ordre maçonnique mixte international "Le Droit Humain"

## Francmaçons cèlebres del GOB
- Jules Anspach, 1829-1879.
- Jules Bordet, 1870-1961.
- François Bovesse, 1890-1944.
- Léo Campion, 1905-1992.
- Charles De Coster, 1827-1879.
- Eugène Goblet d'Alviella, 1846-1925.
- François-Joseph Gossec, 1734-1829.
- Hervé Hasquin, 1942.
- Victor Horta, 1861-1947.
- Henri La Fontaine, 1854-1943.
- Charles-Joseph de Ligne, 1735-1814.
- Charles Magnette, 1863-1937.
- Constantin Meunier, 1831-1905.
- Edmond Picard, 1836-1924.
- Félicien Rops, 1833-1898.
- Goswin de Stassart, 1780-1854. Premier Grand Maître de 1833 à 1841.
- Émile Vandervelde, 1866-1938.
- Théodore Verhaegen, 1796-1862. Grand Maître de 1854 à 1862.
- Henri Vieuxtemps, 1820-1881.